# Isak Dybvik Määttä
Isak Dybvik Määttä (Ålesund, 2001. szeptember 19. –) norvég korosztályos válogatott labdarúgó, a holland Groningen hátvédje.

## Pályafutása

### Klubcsapatokban
Määtä a norvégiai Ålesund városában született. Az ifjúsági pályafutását a Fiskerstrand és a Langevåg csapatában kezdte, majd az Aalesund akadémiájánál folytatta.
2016-ban mutatkozott be a Langevåg felnőtt csapatában. 2019-ben az Aalesundshoz igazolt. Először a 2019. november 9-ei, Sandefjord ellen 3–1-re megnyert mérkőzés 87. percében, Jørgen Hatlehol cseréjeként lépett pályára. Első gólját 2021. augusztus 28-án, a Raufoss ellen hazai pályán 4–2-es győzelemmel zárult találkozón szerezte meg. 2022. augusztus 1-jén négyéves szerződést kötött a holland első osztályban szereplő Groningen együttesével. 2022. augusztus 7-én, a Volendam ellen 2–2-es döntetlennel zárult bajnokin debütált.

### A válogatottban
Määttä az U19-es és az U20-as korosztályos válogatottban is képviselte Norvégiát.

## Statisztikák
2022. november 13. szerint
| Klub      | Szezon   | Osztály     | Bajnokság | Bajnokság | Kupa  | Kupa | Nemzetközi | Nemzetközi | Összesen | Összesen |
| Klub      | Szezon   | Osztály     | Meccs     | Gól       | Meccs | Gól  | Meccs      | Gól        | Meccs    | Gól      |
| --------- | -------- | ----------- | --------- | --------- | ----- | ---- | ---------- | ---------- | -------- | -------- |
| Aalesund  | 2019     | OBOS-ligaen | 1         | 0         | 1     | 0    | —          | —          | 2        | 0        |
| Aalesund  | 2020     | Eliteserien | 12        | 0         | 0     | 0    | —          | —          | 12       | 0        |
| Aalesund  | 2021     | OBOS-ligaen | 24        | 2         | 2     | 1    | —          | —          | 26       | 3        |
| Aalesund  | 2022     | Eliteserien | 15        | 3         | 2     | 1    | —          | —          | 17       | 4        |
| Aalesund  | Összesen | Összesen    | 52        | 5         | 5     | 2    | 0          | 0          | 57       | 7        |
| Groningen | 2022–23  | Eredivisie  | 14        | 0         | 0     | 0    | —          | —          | 14       | 0        |
| Összesen  | Összesen | Összesen    | 66        | 5         | 5     | 2    | 0          | 0          | 71       | 7        |

## Sikerei, díjai
Aalesund
- OBOS-ligaen
  - Feljutó (2): 2019, 2021